# Rezerwat przyrody Bukowy Ostrów
Rezerwat przyrody Bukowy Ostrów – krajobrazowy rezerwat przyrody położony w gminie Kwilcz, powiecie międzychodzkim (województwo wielkopolskie). Leży w obrębie Sierakowskiego Parku Krajobrazowego.
Powierzchnia: 79,33 ha (akt powołujący podawał 77,92 ha). Wokół rezerwatu wyznaczono otulinę o powierzchni 63,28 ha.
Został utworzony w 2006 roku w celu ochrony buczyny z krajobrazem bagiennym, pagórkowatym wraz ze stanowiskiem aldrowandy pęcherzykowatej.
Obszar rezerwatu podlega ochronie ścisłej.

## Podstawa prawna
- Rozporządzenie Nr 167/06 Wojewody Wielkopolskiego z dnia 31 lipca 2006 r. w sprawie uznania za rezerwat przyrody (Dz. Urz. Woj. Wielkopolskiego z dnia 22.08.2006 r. Nr 132, poz. 3217)
- Zarządzenie Regionalnego Dyrektora Ochrony Środowiska w Poznaniu z dnia 11 grudnia 2017 r. w sprawie rezerwatu przyrody „Bukowy Ostrów”  (Dz. Urz. Woj. Wielkopolskiego z dnia 3.01.2018 r. poz. 138)